# Pier Paolo Vergerio
Ne doit pas être confondu avec Pier Paolo Vergerio l'ancien.
Pier ou Pietro Paolo Vergerio (en latin Petrus Paulus Vergerius), né vers 1498 à Capodistria et mort le 4 octobre 1565 à Tubingen, est un théologien italien. D'abord opposant, puis supporteur de Primož Trubar, il a notamment contribué au développement de la littérature croate.

## Carrière en droit
Pier Paolo Vergerio naît à Capodistria (aujourd'hui Koper), qui fait partie à l'époque de la république de Venise. Il étudie puis enseigne, à partir de 1522, le droit à Padoue, tout en pratiquant le droit à Vérone, Padoue et Venise. En 1526, il se marie avec Diana Contarini. La mort prématurée de cette dernière est l'une des raisons de son choix d'une carrière ecclésiastique.

## Carrière ecclésiastique
En 1530, il représente, avec le cardinal Lorenzo Campeggio et l'archevêque de Rossano Vincenzo Pimpinella, Clément VII à la diète d'Augsbourg.
En 1533, il est nonce apostolique de Ferdinand Ier du Saint-Empire.
Il est nommé à la tête de l'évêché de Modruš, en Croatie, puis, en 1536, à la tête de l'évêché de Capodistria. En 1540, Vergerio reprend sa carrière diplomatique et se rend à une rencontre à Worms en tant que commissaire du roi François Ier. Tout comme pour le cardinal Gasparo Contarini, avec qui il a participé au colloque de Ratisbonne, on lui reproche d'avoir trop cédé aux protestants. Il reprend alors son travail à Capodistria. Devenu suspect d’hérésie il jeta le masque et se réfugia chez les protestants en 1549, dont il devint l’un des chefs de file et parmi lesquels il mourut en 1565.